# تيم هانت
السير تيم هانت (بالإنجليزية: Tim Hunt)‏ ـ (ولد باسم ريتشارد تيموثي هانت في نيستون بمقاطعة تشيشير الإنجليزية في 19 فبراير 1943) هو عالم كيمياء حيوية إنجليزي تقاسم جائزة نوبل في الطب لسنة 2001 مع مواطنه بول نرس والأمريكي ليلاند هارتوال لاكتشافهم جزيئات البروتين التي تتحكم في انقسام الخلايا.

## النشأة
ولد هانت في 19 فبراير 1943 في نيستون بمقاطعة تشيشير، وكان أبوه ريتشارد وليم هانت محاضرًا في علم الخطاطة في ليفربول، وأمه كيت رولاند ابنة لتاجر أخشاب بناء. انتقل الأب سنة 1945 للعمل أمينًا للمخطوطات الغربية في مكتبة بودلي، فانتقلت الأسرة معه إلى أكسفورد.
في الثامنة، التحق تيم بمدرسة دراغون، حيث بدأ شغفه بعلم الأحياء بفضل معلمه الألماني غيرد زومرهوف. وفي الرابعة عشرة، انتقل تيم إلى مدرسة كلية ماغدالين في أكسفورد (حيث حملت جوائز العلوم اسمه لاحقًا)، وتنامى اهتمامه بالعلوم ودراسة مواد علمية كالكيمياء وعلم الحيوان.

## التعليم العالي
في سنة 1961 التحق هانت بكلية كلير بجامعة كامبردج لدراسة العلوم الطبيعية، وتخرج سنة 1964 ليبدأ العمل في قسم الكيمياء الحيوية بالجامعة تحت إشراف آشر كورنر. وبعد محاضرة موضوعها تخلق الهيموجلوبين، ألقاها عالم الأحياء الألماني-الأمريكي فيرنون انغرام، بدأ اهتمام هانت بهذا الموضوع.
في سنة 1966 حضر هانت مؤتمرًا عن تخلق الهيموجلوبين باليونان، وهناك التقى العالم الأمريكي إرفينغ لندن وتمكن من الحصول على فرصه للعمل معه في مختبره بنيويورك بين شهري يوليو وأكتوبر 1966.
في سنة 1968 حصل هانت على درجة الدكتوراه، ليعود ثانية إلى نيويورك ويعمل مع إرفينغ لندن حيث اكتشف ـ مع باحثين آخرين ـ أن كمية ضئيلة من الغلوتاثيون يمكنها تثبيط تخليق البروتين في الخلايا الشبكية، وأن كمية ضئيلة من الحمض الريبي النووي (RNA) تكفي لإيقاف التخليق تمامًا.
عام 1990 عمل في مركز أبحاث السرطان وتمكن مع زميليه ليلاند هارتوال وبول نرس من اكتشاف حول دورة الخلية وعلاقتها ببروتين (بالإنجليزية: cyclin)‏ و(بالإنجليزية: cyclin-dependent kinases)‏.

## روابط خارجية
- تيم هانت على موقع الموسوعة البريطانية (الإنجليزية)
- تيم هانت على موقع مونزينجر (الألمانية)
- تيم هانت على موقع إن إن دي بي (الإنجليزية)